# Bleu de Prusse (roman)
Pour les articles homonymes, voir Bleu de Prusse.
Bleu de Prusse (Prussian Blue) est un roman policier historique de Philip Kerr paru en anglais en 2017 et en français en mai 2018. Cet antépénultième roman de l'auteur met en scène le policier Bernie Gunther pour la douzième fois.

## Résumé

### Octobre 1956
En octobre 1956, sur la Côte d'Azur, Bernie Gunther est toujours pourchassé par les tueurs de la Stasi qu'il avait réussi à fuir. Cette fois, ils l'attirent dans un traquenard à Nice, lors d'un dîner à l'hôtel Ruhl où Bernie a le déplaisir de revoir le général Erich Mielke, directeur adjoint de la Stasi. Mielke exige que Bernie aille en Angleterre pour y commettre un assassinat au moyen de thallium, poison cher au KGB. Le seul antidote connu à ce poison est le  bleu de Prusse, un pigment utilisé en peinture, que Bernie devra emporter par mesure de précaution. 
Pour lui prouver le sérieux de leurs intentions, les sbires de la Stasi lui tendent un guet-apens dans la rue Obscure de Villefranche-sur-Mer et le pendent jusqu'à l'extrême limite de ses forces. Contraint de les suivre à bord du Train bleu qui le mènera vers l'Angleterre, Bernie reconnaît parmi ses bourreaux l'un de ses anciens adjoints à la Kripo, Friedrich Korsch, qui l'avait assisté en novembre 1938 lors de son enquête dans l'entourage de Willigut. Après avoir faussé compagnie à ses geôliers, Bernie s'enfuit au volant de sa voiture, parallèlement au parcours du Train bleu, afin de se rendre en Allemagne de l'Ouest. Il se souvient d'une autre enquête où Korsch l'avait secondé, quelque 17 ans plus tôt, au mois d'avril 1939…

### Galerie: octobre 1956

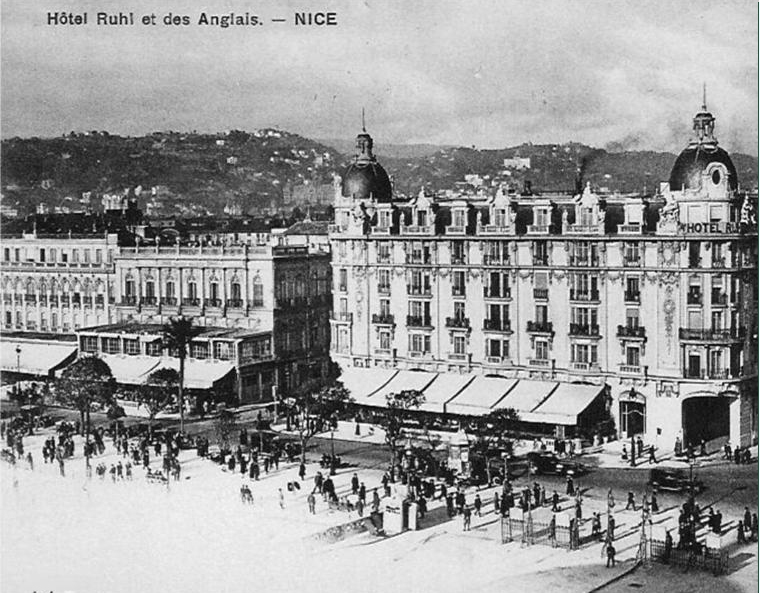
L'hôtel Ruhl à Nice.
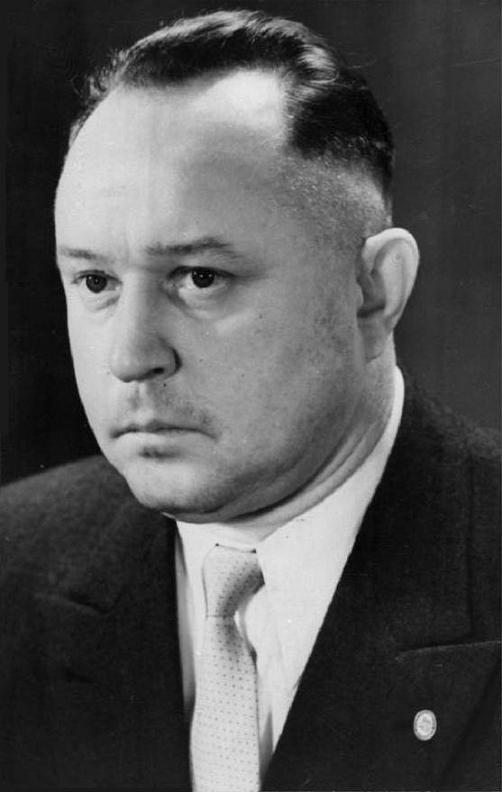
Erich Mielke dans les années 1950.
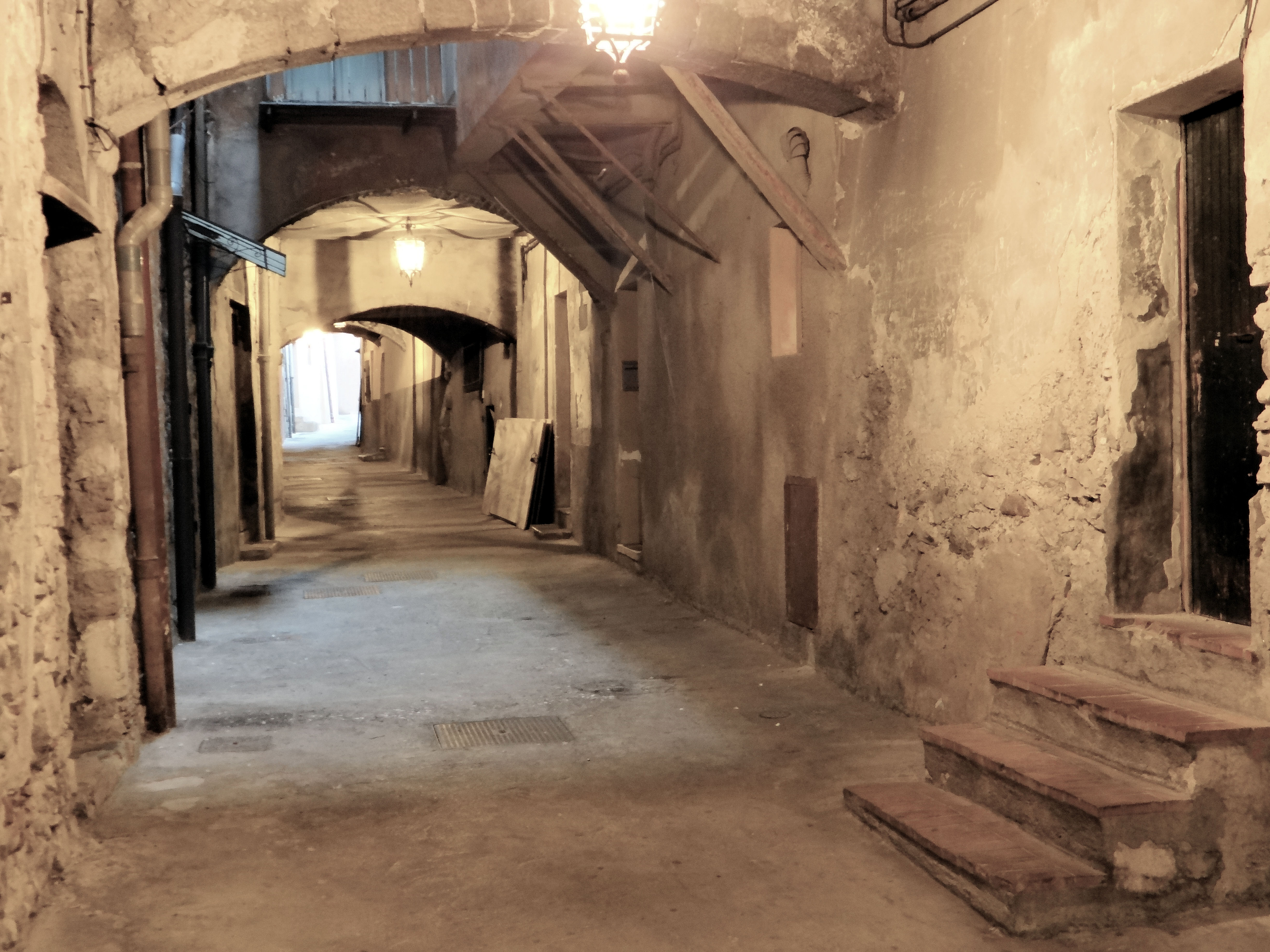
La rue Obscure de Villefranche-sur-Mer.
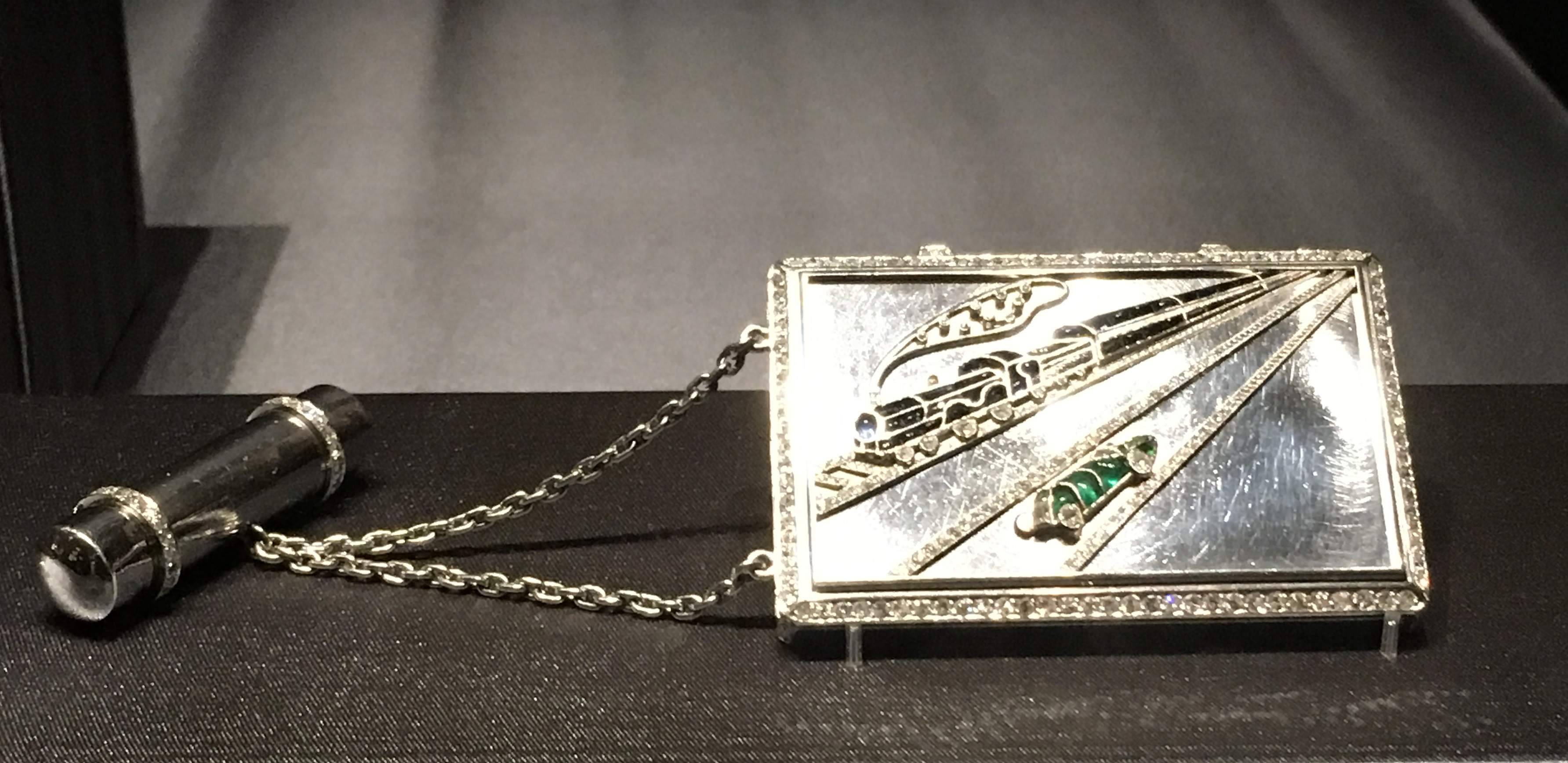
Le Train bleu et une automobile en parallèle (Van Cleef & Arpels).
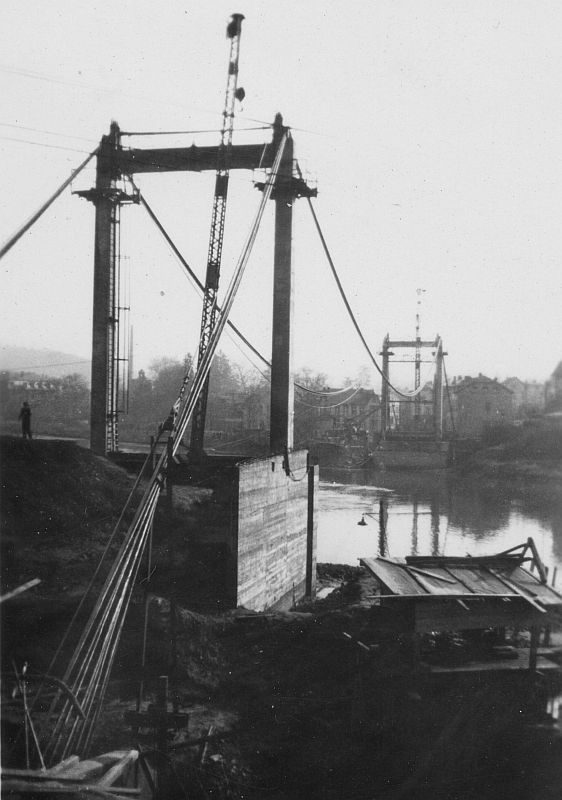
La Sarre dans les années 1950.

### Avril 1939
Avril 1939. Un crime a eu lieu sur la terrasse du Berghof, la résidence secondaire de Hitler sur l'Obersalzberg, montagne des Alpes bavaroises à proximité de Berchtesgaden. La victime, un certain Karl Flex, est un ingénieur qui participait à une réunion avec des collègues. Or le maître du Troisième Reich doit arriver au Berghof dans une semaine pour fêter son cinquantième anniversaire, le 20 avril. Comme il est hors de question que ce meurtre vienne à s'ébruiter, le directeur du Reichssicherheitshauptamt (RHSA), Heydrich, convoque Bernie en présence d'Arthur Nebe et d'autres dignitaires du Reich. Heydrich lui intime l'ordre de faire toute la lumière sur l'affaire et de lui servir d'agent de renseignement par la même occasion. Il se trouve que Heydrich est en rivalité avec Himmler, qui dirige le Reichssicherheitsdienst (RSD), service de sécurité chargé de protéger Hitler au Berghof. 
La tâche risque de se révéler ardue pour Bernie et son adjoint Friedrich Korsch, car Martin Bormann règne sans partage sur le « nid d'aigle » du Führer, encore qu'une rumeur insistante prétende que son propre frère, Albert Bormann, le fait chanter. En tout cas, Bernie a tôt fait de découvrir que Martin Bormann, avec la complicité de l'ingénieur Karl Flex et de quelques autres, dont Karl Brandt, le médecin personnel de Hitler, s'est livré dans la région à de fort lucratives escroqueries et à des rackets qui portent sur des sommes faramineuses. Pendant que s'enchaînent des meurtres maquillés en suicide ou en accident, Rudolf Hess se pavane au Berghof et Kaltenbrunner tente de contrecarrer l'enquête. Avec l'aide de l'architecte Gerdy Troost, Bernie va traquer la vérité jusque dans les dédales souterrains de Hombourg.

### Galerie: avril 1939

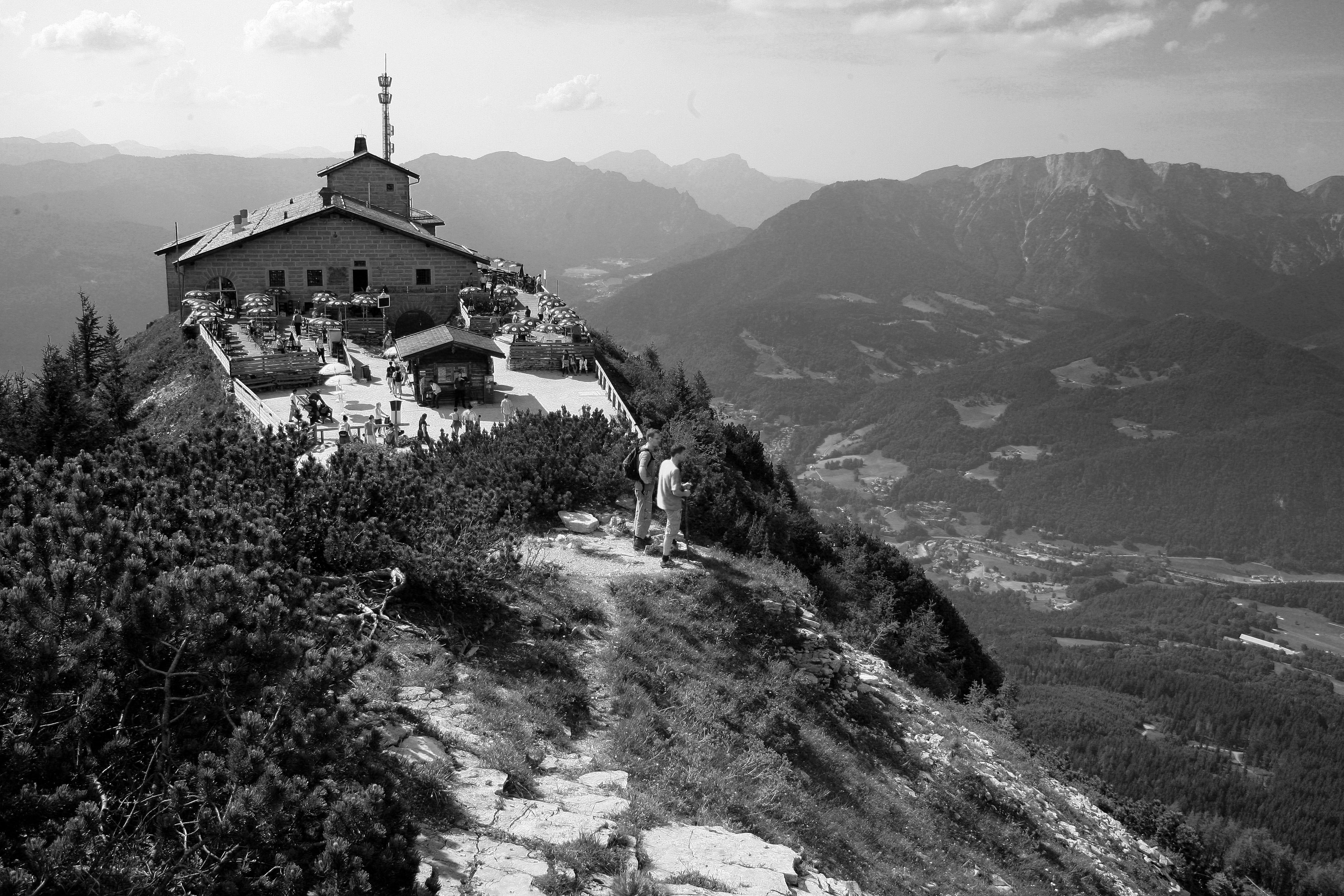
Le Kehlsteinhaus.
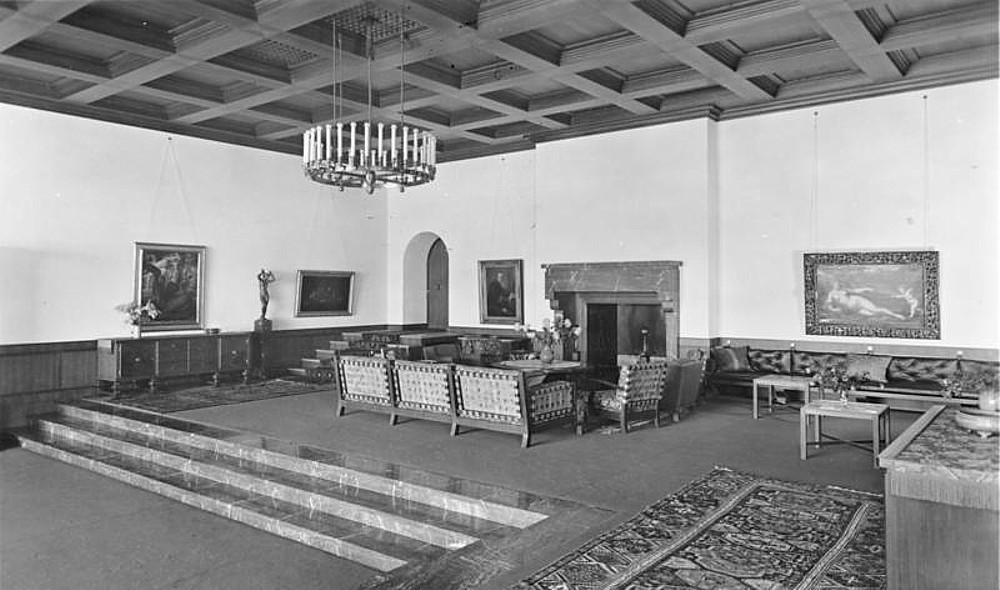
Le grand salon du Berghof.
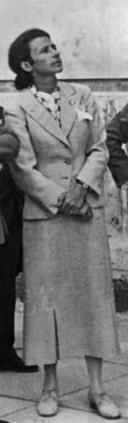
Gerdy Troost.
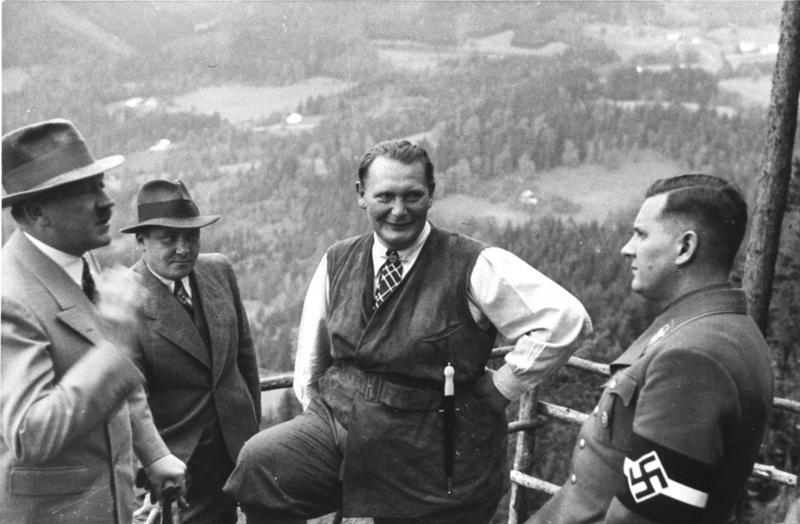
Sur la terrasse du Berghof en 1936 (de gauche à droite) : Hitler avec Bormann (en retrait), Göring et Schirach.
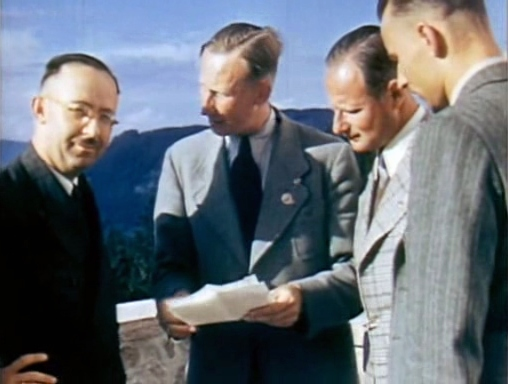
Sur la terrasse du Berghof en mai 1939 (de gauche à droite) : Himmler, Heydrich, Wolff et Esser.
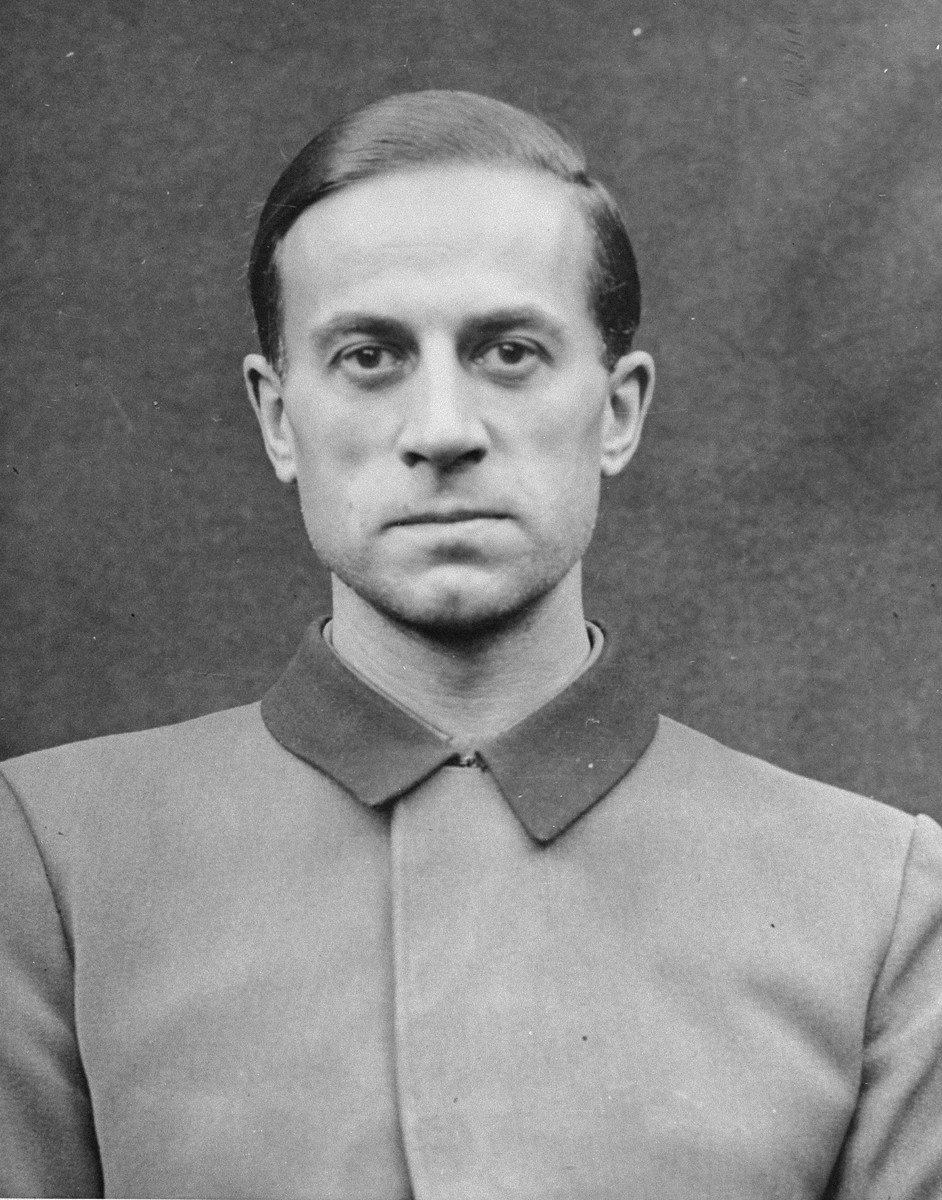
Karl Brandt.
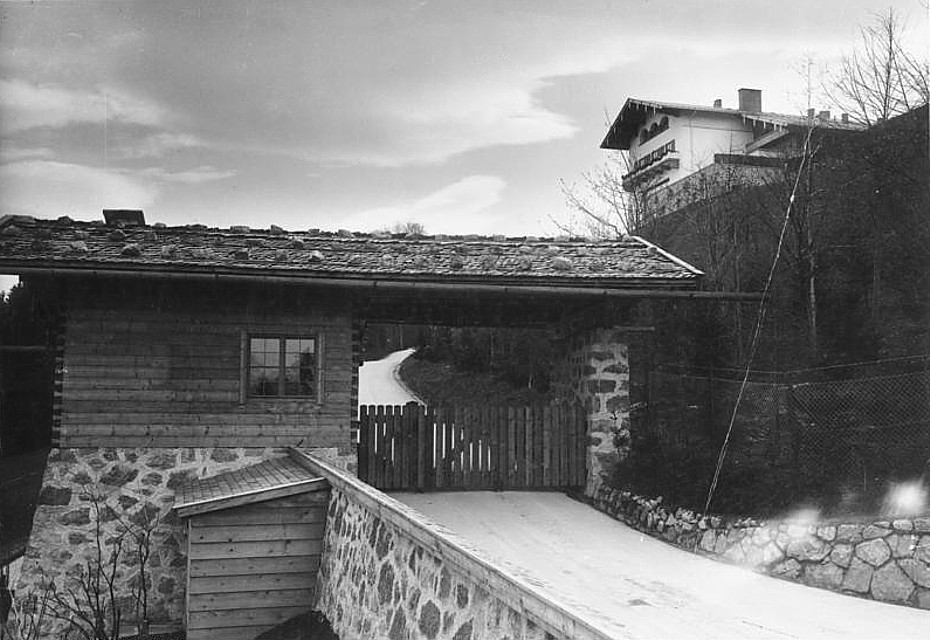
L'entrée du Berghof, avec en haut à droite le chalet du Führer (photo de Heinrich Hoffmann).